# قسم طراح الريفي
قسم طراح الريفي (بالإنجليزية: Tarrah Rural District)‏ هي منطقة سكنية تقع في إيران في مقاطعة الحميدية. يقدر عدد سكانها بـ 9,450 نسمة .